# Klubschule Migros

Logo der Migros Klubschule

Die Klubschule Migros ist eine 1948 gegründete Schweizer Weiterbildungsinstitution des Migros-Genossenschafts-Bunds und wird seit Anfang 2022 von der Miduca AG mit Sitz in Zürich betrieben, mit Ausnahme der Klubschulen der Genossenschaft Migros Ostschweiz. Neben der Kalaidos Bildungsgruppe und der KV Bildungsgruppe gehört die Miduca zu den grösseren Anbietern beruflicher Fortbildung in der Schweiz. Jährlich besuchen mehr als 180'000 Menschen einen Kurs oder eine Weiterbildung an insgesamt 30 Standorten in der Schweiz. Zur Auswahl stehen rund 300 verschiedene Angebote in den Bereichen Sprachen, Gesundheit und Kreativität.

## Entstehungsgeschichte und Finanzierung
Der Gründer der Einzelhandelskette Migros, Gottlieb Duttweiler, regte im November 1943 zur Schaffung einer Sprachschule für Erwachsene an. Bei dieser Anregung liess sich Duttweiler wohl von den Ergebnissen einer Umfrage unter 4000 Migros-Genossenschaftern inspirieren, der zufolge von vielen (besonders von den Frauen) gewünscht wurde, dass die Migros auch Kurse abhalten solle. Laut dem Publizisten Karl Lüönd war es Elsa Gasser, die Duttweiler zur Gründung der Klubschule anregte. Denn die Frauen hatten abends Zeit, die sie gerne produktiv angelegt hätten. Ein Inserat im Brückenbauer vom März 1944, in dem die Sprachschule Schmidt an der Universitätstrasse 15 in Zürich (nach Absprache mit dem Migros-Genossenschafts-Bund) Kurse in Italienisch, Französisch, Englisch, Spanisch und Russisch zu fünf Franken pro Monat (1 1/4h pro Woche) anbot, stiess auf grosse Resonanz. Am folgenden Tag waren bereits 110 Anmeldungen eingetroffen, nach zwei Wochen waren es 1400. Der spätere langjährige Schulleiter Paul Link (1906-?) musste im Auftrag des MGB deshalb neue Räumlichkeiten suchen und fand sie in der Privatschule Athenäum.
So fanden im Mai 1944 die ersten Sprachkurse statt. Die Teilnehmenden der ersten Kurse waren Erwachsene; hauptsächlich Berufstätige, die Fremdsprachen lernen wollten. Duttweiler kombinierte die Belehrung mit Unterhaltung, sodass sich die Kursleitenden und Kursteilnehmenden um einen Tisch herum setzten und sich sozusagen wie in einem Klub zusammenfinden sollten. Neben der Anregung zur Klubschule bildete auch die Gründung des Schweizer Buchclubs, das Finanzieren von Konzerten oder auch die Förderung des Schweizer Films Teil des sozialen Engagements der Familie, und dies lange, bevor Sponsoring allgemein als Marketingmassnahme entdeckt wurde.
Zur Finanzierung der Klubschulen geben die zehn Migros-Genossenschaften im Rahmen des Migros-Kulturprozents ein halbes Prozent ihres Umsatzes und der Migros-Genossenschafts-Bund ein Prozent seines Grosshandelsumsatzes.

## Geschichte
Bereits im Herbst 1944 wurde das Angebot erweitert. Zu den Sprachkursen kamen Kurse in Kunst und Kunstgewerbe. Seit 1948 werden die Kurse unter dem Namen Klubschule angeboten, die Migros Klubschule war gegründet. Die Nachfrage nach Kursen hielt weiter an und schon zehn Jahre später überstieg die Teilnehmerzahl 50'000. Inzwischen arbeiteten mehr als 2000 Lehrpersonen und 500 administrative Mitarbeitende für die Klubschule Migros. Der Sprachlehrer Erhard J. C. Waespi (1923-?), der bis zu seiner Pensionierung 1985 für die Migros tätig blieb, leitete ab 1956 die Klubschule und baute die Eurocentres auf, die im Januar 1960 in eine selbstständige Stiftung umgewandelt wurden, wo bis 1985 (Jubiläumsjahr) erfolgreich 400'000 Kursteilnehmende im jeweiligen Sprachgebiet in einer Fremdsprache unterrichtet wurden. Am 10. Mai 1969 konnten die Klubschulen das 25-jährige Jubiläum feiern. Die Feier fand in der Klubschule Wengihof in Zürich statt. Bundesrat Hans-Peter Tschudi und der spätere Bundesrat Georges-André Chevallaz würdigten bei diesem Anlass die Schule, die sich inzwischen zur bedeutendsten Erwachsenenbildungsinstitution des Landes entwickelt hatte. Schon bald nach der Gründung erweiterten die Klubschulen ihre Angebote. Musizieren, Fotografieren, Malen, Segeln oder Reiten wurden ebenso angeboten wie Tanzen, Fechten, Pflanzenbetreuung oder Autofahren. Im Jubiläumsjahr 1969 konnten die Klubschulen an 93 Standorten 223'608 Kursteilnehmenden Kurse anbieten. 1972 besuchten 17'000 Personen einen Eurocenter-Kurs und 268'000 Personen Kurse an einer Klubschule. 1984 erweiterten sich die Klubschulen erneut und boten an 14 Standorten neu Informatikkurse an. Sie waren sofort ausgebucht.
Wegen der COVID-19-Pandemie musste der Betrieb Mitte März 2020, bis voraussichtlich 4. April 2020, schweizweit eingestellt werden.
Per Anfang Januar 2022 wurden die regionalen Klubschulen, mit Ausnahme jener der Genossenschaft Migros Ostschweiz, in die Miduca AG überführt. Seitdem wurde das Kurs- und Standortportfolio überarbeitet.

## Angebot
Die rund 30 Klubschul-Center der Miduca AG und der Genossenschaft Migros Ostschweiz befinden sich meist in zentrumsnaher Lage von grösseren Städten in der Schweiz. Die Klubschule bietet rund 300 verschiedene Kurse an, sie ist eine eduQua- zertifizierte Weiterbildungsinstitution. Das Angebot gliedert sich in drei Angebotsbereiche: Sprachen, Gesundheit und Kreativität. Alle Angebotsbereiche richten sich auch an die Kundengruppe Firmen & Institutionen. Auch Einbürgerungskurse werden angeboten. Im Auftrag von Gemeinden nimmt die Klubschule zudem Einbürgerungstests für den Kanton Bern vor.
Zahlen & Fakten 2024
- 30 Klubschul-Center
- 300 verschiedene Kurse
- 500 Mitarbeitende
- 2200 Kursleitende
- 180'000 Teilnehmende jährlich

## Miduca
Die Miduca AG mit Sitz in Zürich wurde am 23. September 2021 im Handelsregister auf einer bestehenden, inaktiven Kapitalgesellschaft des MGB neu eingetragen. Der Unternehmenszweck wird wie folgt beschrieben:

«Die Gesellschaft bezweckt die Erbringung von Dienstleistungen aller Art auf dem Gebiet der Bildung, insbesondere der Erwachsenenbildung in den Bereichen Sprachen, Kultur & Kreativität, Bewegung & Gesundheit, Wirtschaft, IT, Care, Firmen & Institutionen sowie Lehrpersonenausbildung und setzt sich mit dem Migros-Kulturprozent für die Aus- und Weiterbildung der Bevölkerung in der Schweiz ein. Die Gesellschaft entwickelt und realisiert Bildungsangebote und betreibt Handel mit Lehrmitteln aller Art.»

Im Zuge laufender Restrukturierungen innerhalb der Migros, die Doppelspurigkeiten in der Verwaltung, sowohl zwischen den Genossenschaften, wie auch zwischen selbigen und dem MGB abbauen, wurde auch der eng mit dem Kulturprozent verbundene Bereich Kultur, Freizeit & Bildung des MGB und der Genossenschaften überprüft. So wurden die Fitnessparks und unterschiedlichen Fitnessstudios im Unternehmen movemi der Migros Zürich gebündelt, die Golfparks in der Migros Golf der Migros Luzern. Für den Bildungsbereich wurde im September 2021 die Miduca gegründet, die am 2. Dezember die Geschäftsbereiche Klubschule Migros des MGB sowie von neun der zehn Genossenschaften übernehmen konnte. Mit Ausnahme der Migros Ostschweiz, die den Betrieb unverändert auf Genossenschaftsrechnung weiterführt, übernahm die Miduca den operativen Betrieb der Klubschulen per Anfang 2022.
Zur Miduca gehören neben der Klubschule Migros auch das in Luzern ansässige Institut für berufliche Aus- und Weiterbildung (IBAW) mit 15 Standorten, das Tanzwerk101 in der Betriebszentrale Herdern der Migros Zürich, sowie der Welle7 Workspace am Berner Hauptbahnhof, mit zugehörigen Restaurant the flow.
Nach rund einem halben Betriebsjahr gab die Miduca Mitte 2022 bekannt, dass das Angebot neu strukturiert wird. Die Klubschule konzentriert sich auf die drei Angebotsbereiche «Sprachen», «Gesundheit» und «Kreativität», während das IBAW die Angebotsbereiche «Wirtschaft», «Informatik» und «Ausbildung der Ausbildenden» betreut und hierzu an weitere Standorte der Klubschule expandiert. Nach dem ursprünglichen Standort in Luzern, ist das IBAW fortan an den Standorten Aarau, Basel, Bern Welle7, Sursee, Zug Metalli, Zürich Altstetten und der Romandie vertreten. 2023 wurde bekannt, dass die Gebärdensprachkurse in Zürich und Bern wegen mangelnder Nachfrage gestrichen werden. Die Migros Ostschweiz, welche die Gebärdensprachkurse in Zusammenarbeit mit dem Schweizerischen Gehörlosenbund 2017 erstmals anbot, will diese auch weiterhin anbieten.
Per 1. September 2024 wurde Reto Schnellmann CEO der Miduca AG.

### Anteilseigner (Auswahl)
- Genossenschaft Migros Aare 10 %[22]
- Genossenschaft Migros Luzern 10 %[23]